# ريد هيرلي
ريد هيرلي هو سياسي كندي، ولد في 15 مارس 1944 في سانت استيفان، نيو برونزويك ‏ في كندا. نشط حزبياً في الجمعية الليبرالية لنيو برونزويك ‏. وقد انتخب عضو الجمعية التشريعية لنيو برونزويك ‏.